# ナイアガラで恋をして Tribute to EIICHI OHTAKI
『ナイアガラで恋をして Tribute to EIICHI OHTAKI』（ナイアガラでこいをして トリビュート・トゥ・エイイチ・オオタキ）は、2002年11月20日にワーナーミュージック・ジャパンからリリースされた大瀧詠一の1作目のトリビュート・アルバム。

## 解説
1970年代から長きキャリアを誇る活動でありながらこれまで一度も発売されていなかった大瀧詠一のトリビュート・アルバム。
初回特典として、レコーディング・エンジニアの吉田保、音楽プロデューサー・朝妻一郎による楽曲解説が付属。

## 収録曲
1. 君は天然色 / 堂島孝平 × GO-GO KING RECORDERS
  - 編曲：堂島孝平 × GO-GO KING RECORDERS
2. 恋するカレン / BEGIN
  - 編曲：BEGIN
3. 幸せな結末 / 前川清 + 井上鑑
  - 編曲：井上鑑
4. びんぼう'94 / ウルフルズ
  - 編曲：ウルフルズ
  - 初出は1994年のアルバム『すっとばす』。
5. 夢で逢えたら / DEEN & 原田知世
  - 編曲：DEEN
  - シングル化されている。詳しくは「夢で逢えたら」を参照。
6. 冬のリヴィエラ / What's Love?
  - 編曲：What's Love?
  - 森進一のカバー。のちに彼らのアルバム『温故知新』にも収録された。
7. 探偵物語 / 坂本美雨
  - 編曲：井上鑑
  - 薬師丸ひろ子のカバー。
8. 熱き心に / キンモクセイ
  - 編曲：キンモクセイ
  - 小林旭への提供楽曲。デモテープ以外に大瀧が歌唱したバージョンは存在しない。後にキンモクセイはNEW MIXとして同じく大瀧の作品である「夢で逢えたら」と共にシングルカットしている。
9. Tシャツに口紅 / CRAZY KEN BAND
  - 編曲：CRAZY KEN BAND
  - ラッツ&スターへの提供楽曲。
10. A面で恋をして / BARGAINS
  - 編曲：BARGAINS
11. Niagara Ondo Medley：Let's Ondo Again～ナイアガラ音頭～うなずきマーチ（Instrumental）～ナイアガラ・ムーン / 川井郁子+パール兄弟
  - 編曲：窪田晴男